# Gerichtsbezirk Rann
Der Gerichtsbezirk Rann (slowenisch: sodni okraj Brežice) war ein dem Bezirksgericht Rann unterstehender Gerichtsbezirk im Bundesland Steiermark. Er umfasste Teile des politischen Bezirks Rann (Okraj Brežice) und wurde 1919 dem Staat Jugoslawien zugeschlagen.

## Geschichte
Der Gerichtsbezirk Rann wurde durch eine 1849 beschlossene Kundmachung der Landes-Gerichts-Einführungs-Kommission geschaffen und umfasste ursprünglich die 43 Gemeinden Annovec, Artiči, Blatno, Bojzna, Brežice, Brezina, Brezje, Brezovec, Bukosek, Bukovje, Cernec, Dednaves, Dolnjaves, Drenovec, Gaberje, Globoko, Gornji-Obrež, Kapele, Loče, Maiverh, Mihalovce, Mostec, Oresje, Paulovares, Pesje, Pirkenbreg, Pišece, Pleterje, Podgorje, Rigonce, Sela, Sremič, Sromle, Staraves, Staraves, Starigrad, Sufica, Sveti Lenart, Ternje, Veliki-Obrež, Videm, Vitnaves und Zakot. Der Gerichtsbezirk Rann bildete im Zuge der Trennung der politischen von der judikativen Verwaltung ab 1868 gemeinsam mit den Gerichtsbezirken Drachenburg und Lichtenwald den Bezirk Rann.
Der Gerichtsbezirk wies 1910 eine Bevölkerung von 20.488 Personen auf, von denen 19.221 Slowenisch (93,8 %) und 870 Deutsch (4,21 %) als Umgangssprache angaben.
Durch die Grenzbestimmungen des am 10. September 1919 abgeschlossenen Vertrages von Saint-Germain musste Österreich den Gerichtsbezirk Rann zur Gänze an das Königreich Jugoslawien abtreten.

## Gerichtssprengel
Der Gerichtssprengel Rann umfasste im Jahre 1910 die 18 Gemeinden Artiče (Artitsch), Bizeljsko (Wisell), Bojsno (Boisno), Brežice (Rann), Gaberje, Globoko, Kapele (Kapellen), Loče (Lotsch), Mihalovec (Michalovetz), Mostec (Brückel), Veliki Obrež (Großobresch), Pišece (Pischätz), Pleterje, Rigonce (Riegelsdorf), Sela, Sromlje (Sromle), Videm und Zakot (Sakot).